# Hansel und Gretel
Hansel und Gretel ist ein festlich-parodistisches Märchensingspiel. Die Musik stammt von Georg Kremplsetzer, das Libretto wurde von Wilhelm Busch verfasst. Das Singspiel wurde im Februar 1862 im Konzerthaus Odeon in München uraufgeführt und ist damit mehr als dreißig Jahre älter als die bekannte Oper Hänsel und Gretel von Engelbert Humperdinck. Anders als Humperdincks Oper handelt es sich nicht um eine für Erwachsene und Kinder geschriebene Oper, sondern um eine Fassung für Erwachsene.
Hansel und Gretel ist eine der drei größeren Bühnenarbeiten des humoristischen Zeichners und Dichters Wilhelm Busch und entstand zu einer Zeit, in der dieser als Karikaturist für Kaspar Brauns Münchener Bilderbogen und Fliegende Blätter arbeitete. Die Musik ist wie viele Werke von Georg Kremplsetzer verlorengegangen.

## Inhalt
Wilhelm Busch hielt sich in seinem Libretto nicht an die Vorlage der Brüder Grimm. Seine Kinder gehen freiwillig in den Wald, um ihrer bösen Stiefmutter zu entgehen. Die Hexe lebt nicht allein, sondern ein Menschenfresser ist ihr Ehemann. Nachdem die Kinder die Hexe verbrannt haben, will er diese mit dem Messer morden. Plötzlich hinzukommende Polizei verhindert das Morden. Das Singspiel endet mit der Heirat von Gretel mit einem Prinzen. Mit diesem zieht sie auf ein Schloss am „grünen Rhein“.
In der Oper wechseln parodistische und romantische Szenen. Gretel singt beispielsweise eine Ballade, deren Text an Goethe oder Annette von Droste-Hülshoff erinnert:
Die Nacht bricht an, der Mond scheint bleich;

Lieb Kind, lieb Kind! Geh nicht an den Teich!

Der Wassermann in Rohr und Sumpf

Der sang so hohl, der sang so dumpf.

Bald naht der Knabe, bald schlägt die Stund,

Dann zieh ich ihn nieder in tiefen Grund!

Der Knabe, wohl hört er das warnende Wort.

Doch heimlich, da zieht's ihn zum Teiche fort;

…
Die Szenen zwischen der Hexe Urschelbund und ihrem Ehemann, dem Menschenfresser, sind dagegen heiter. Die zwei liefern sich ein parodistisches Ehegefecht, indem er sie mahnt, an ihren Rheumatismus zu denken, und sie sich weigert, ihm die Wasserflasche zu bringen.
Wilhelm Busch griff die Geschichte von Hänsel und Gretel noch ein zweites Mal auf. In den Bilderpossen, einer Sammlung von vier Bildergeschichten, die 1864 im Verlag Heinrich Richter erschienen, thematisiert die zweite Bildergeschichte gleichfalls dieses Thema. Auch hier gibt es einen Menschenfresser als Ehemann der Hexe. Die böse Stiefmutter ist jetzt jedoch durch eine positive Mutterfigur ersetzt, die die Kinder vor den Gefahren des Waldes warnt.

## Ausgaben
- Libretto, München 1862. Digitalisat des Münchener Digitalisierungszentrums
- Wilhelm Busch: Hansel und Gretel. (Musik von G. Kremplsetzer). In: Rolf Hochhuth (Hrsg.): Wilhelm Busch, Sämtliche Werke und eine Auswahl der Skizzen und Gemälde in zwei Bänden. Band 2: Was beliebt ist auch erlaubt. Bertelsmann, Gütersloh 1959, S. 856–865.

## Belege

### Einzelbelege
1. ↑  Weissweiler, S. 104
2. ↑  zitiert nach Weissweiler, S. 104
3. ↑  Weissweiler, S. 105